# Крутенський
Кру́тенський (рос. Крутенский) — селище у складі Шабалінського району Кіровської області, Росія. Входить до складу Гостовського сільського поселення.
Населення становить 13 осіб (2010, 28 у 2002).
Національний склад станом на 2002 рік — росіяни 100 %.